# Sân bay Aomori
Sân bay Aomori (青森空港) (IATA: AOJ, ICAO: RJSA) là một sân bay tại Aomori, một thành phố ở tỉnh Aomori của Nhật Bản. Sân bay này có 1 đường băng dài 3001 m bề mặt nhựa đường.

## Các hãng hàng không và các tuyến điểm
- Dalavia
- Japan Airlines (Fukuoka, Nagoya, Osaka-Itami, Sapporo-Chitose, Tokyo-Haneda)
- Korean Air (Seoul-Incheon) [3]